# August Reinisch
August Reinisch (* 29. Januar 1965 in Wien) ist ein österreichischer Rechtswissenschaftler.

## Leben
Er erwarb 1988 den Magister iuris an der Universität Wien, 1989 den Master of Laws an der New York University, 1990 den Magister der Philosophie an der Universität Wien, 1991 den Doctor iuris an der Universität Wien, 1994 das Diplom der Academy of International Law in Den Haag und 1998 die venia docendi für die Fächer Völkerrecht und Europarecht durch die rechtswissenschaftliche Fakultät der Universität Wien. Seit 2010 ist er Universitätsprofessor für Völkerrecht unter besonderer Berücksichtigung des Internationalen Wirtschaftsrechts und des Rechts der Internationalen Organisationen an der Universität Wien. Seit 2017 ist er Mitglied der Völkerrechtskommission der Vereinten Nationen, welche sich mit der Weiterentwicklung und Kodifizierung des Völkerrechts beschäftigt und seit 2022 ist er Spezialberichterstatter der Kommission zum Thema „Settlement of disputes to which international organizations are parties.“ Zu diesem Themenbereich hat er drei Berichte in den Jahren 2023, 2024 und 2025 vorgelegt. Seit 2018 ist er korrespondierendes Mitglied in der philosophisch-historischen Klasse der Österreichischen Akademie der Wissenschaften. Seit 2021 ist er Mitglied des Institut de Droit international.
Seine Forschungsschwerpunkte sind Investitionsrecht (Enteignung, Treatment Standards und Streitbeilegung), internationales Wirtschaftsrecht (Extraterritorialität, Wirtschaftssanktionen, WTO-Streitbeilegung), Recht der Internationalen Organisationen (Immunität und Verantwortlichkeit Internationaler Organisationen), Staatenverantwortlichkeit, internationale Schiedsgerichtsbarkeit (Investitionsschiedsgerichtsbarkeit), Europarecht (Außenhandel, EG und WTO), Völkerrecht und innerstaatliches Recht und Staatenimmunität.
August Reinisch fungiert auch als Schiedsrichter und Gutachter vor allem in Investitionsstreitigkeiten und Fällen mit internationalen Organisationen, vor allem nach den ICSID und UNCITRAL Schiedsregeln. Er ist auf der Liste der ICSID Schiedsrichter und Mitglied des Gerichtshofs des Ständigen Internationalen Schiedshofs in Den Haag. Darüber hinaus hat er zwanzig Jahre lang ehrenamtlich in der Schiedsinstanz für Naturalrestitution nach dem Entschädigungsfondsgesetz gewirkt.
2021 erhielt er das österreichische Ehrenkreuz für Wissenschaft und Kunst I. Klasse.

## Schriften (Auswahl)
- US-Exportkontrollrecht in Österreich. Ein Beitrag zur völkerrechtlichen und kollisionsrechtlichen Problematik der extraterritorialen Anwendung ausländischen Wirtschaftsrechts. Wien 1991, ISBN 3-214-06565-3.
- State responsibility for debts. International law aspects of external debt and debt restructuring. Wien 1995, ISBN 3-205-98293-2.
- Essentials of EU Law (Cambridge, Cambridge University Press, 2nd ed., 2012).
- mit Gerhard Hafner: Staatensukzession und Schuldenübernahme. Beim „Zerfall“ der Sowjetunion. Wien 1995, ISBN 3-85428-320-2.
- International Organizations before National Courts (Cambridge, Cambridge University Press 2000).
- mit Marc Bungenberg: From bilateral arbitral tribunals and investment courts to a multilateral investment court. Options regarding the institutionalization of investor-state dispute settlement. Berlin 2019, ISBN 3-662-59731-4.
- Advanced Introduction to International Investment Law (Cheltenham, UK – Northampton, MA, USA, Edward Elgar Publishing, 2020).
- mit Christoph Schreuer: International Protection of Investments. The Substantive Standards (Cambridge, Cambridge University Press 2020).
- mit Marc Bungenberg: Draft Statute of the Multilateral Investment Court (Studies in International Investment Law Vol. 37, Baden-Baden, Nomos 2021).